# La bionda e l'avventuriero
La bionda e l'avventuriero (Blonde Crazy) è un film statunitense del 1931 diretto da Roy Del Ruth e interpretato da James Cagney, Joan Blondell, Louis Calhern, Ray Milland e Guy Kibbee. Appartiene al genere della commedia romantica.

## Trama
Bert Harris lavora come fattorino in un albergo, ma svolge altre attività più remunerative, anche se meno legali, come il gioco dei dadi, lo spaccio di alcolici, il ricatto. Bert ha adocchiato Ann Roberts, una graziosa biondina, e briga per farle ottenere il posto di cameriera che è già stato promesso a un'altra ragazza. Dopo aver portato a termine con successo un ricatto, Bert lascia la città per andare a festeggiare con Ann in un altro albergo molto più elegante. Qui, incontra Dapper Dan Barker, un noto truffatore: i due uomini progettano di diventare soci, ma Dan truffa il compare al quale sottrae cinquemila dollari, scomparendo nel nulla. Il denaro apparteneva anche ad Ann e Bert, per restituirle la sua quota, ruba una collana. I due, poi, partono in treno per New York, dove sperano di ritrovare Dan. In viaggio, Ann conosce Joe Reynolds, un tipo colto e affascinante che le cita le poesie di Robert Browning e che le chiede di sposarlo. Lei, ormai innamorata e colpita dai modi raffinati dell'uomo a confronto di quelli di Bert, accetta la sua proposta.
Un anno dopo, Ann si reca all'albergo dove lavora ancora Bert. Gli racconta che il marito ha rubato trentamila dollari nella ditta dove lavora e che rischia la galera. Lui promette di aiutarla: quando di notte si presenta nell'ufficio di Joe, questi è in attesa insieme alla polizia che arresta il supposto ladro. In carcere, Bert riceve la visita di Ann: pentita di averlo lasciato, la donna gli confessa di essere sempre stata innamorata di lui e gli promette che sarà ad aspettarlo quando avrà finito di scontare la sua pena.

## Produzione
Il film fu prodotto dalla Warner Bros. Pictures, Inc. e dalla Vitaphone Corporation. Venne girato nei Warner Brothers Burbank Studios, al 4000 di Warner Boulevard, a Burbank usando il titolo di lavorazione Larceny Lane.
Le riprese del film furono terminate in estate ma non se ne conosce la data esatta. Film Daily parla di fine giugno oppure di fine luglio.

### Colonna sonora
- When Your Lover Has Gone, parole e musica di E.A. Swan
- I Found a Million Dollar Baby (in a Five and Ten Cent Store), musica di Harry Warren
- (With You on My Mind, I Find) I Can't Write the Words, musica di Gerald Marks, parole di Buddy Fields
- Happy Days Are Here Again, musica di Milton Ager
- Ain't That the Way It Goes, musica di Fred E. Ahlert, parole di Roy Turk
- I'm Just a Fool in Love with You, parole e musica di Sidney Mitchell, Archie Gottler e George W. Meyer

### Cast
- Joan Blondell (1906-1979): Il ruolo di Ann Roberts - che secondo Film Daily avrebbe dovuto essere assegnato a Marian Marsh - fu la prima parte da protagonista per Joan Blondell[2], un'attrice che aveva iniziato a recitare nel vaudeville fino da piccola e che, nel 1931, era apparsa a fianco di James Cagney anche in Nemico pubblico, dove la star femminile era Jean Harlow.

## Distribuzione
Distribuito dalla Warner Bros. Pictures Inc., il film fu presentato in prima il 14 novembre, uscendo poi a New York il 3 dicembre 1931. In Spagna, uscì il sala il 9 gennaio 1933 con il titolo Gente viva, mentre nel Regno Unito conservò il titolo di lavorazione Larceny Lane con il quale il film è conosciuto dal pubblico britannico.